# Жижемский, Александр
Князь Александр Жижемский (? — 1645) — государственный деятель Великого княжества Литовского. Дворянин королевский, лесничий оранский и перловский, стольник минский (1635—1640), чашник великий литовский (1640—1643) и подстолий великий литовский (1643—1645).

## Биография
Представитель княжеского рода Жижемских (Рюриковичи). Старший сын князя Криштофа Ярошевича Жижемского. Младшие братья — князья Стефан, Криштоф и Томаш Жижемские.
Первоначально Александр Жижемский носил чины дворянина королевского, лесничего оранского и перловского.
14 февраля 1635 года Александр Жижемский получил должность стольника минского, в 1640 году стал чашником великим литовским, а с 1643 года — подстолий великий литовский.
В 1635 году вместе с должностью минского подстолия он получил имения Евцикеевичы в Речицком и Карповичи в Мозырском поветах.
В апреле 1645 года Александр Жижемский скончался.